# 八柱站
八柱站（日语：／ Yabashira eki */?）是位於日本千葉縣松戶市日暮，屬於京成電鐵松戶線的鐵路車站。車站編號是KS84。本站與東日本旅客鐵道（JR東日本）武藏野線新八柱位於同一地點的不同站體內，無法在站內直接轉車。

## 車站結構
本站為島式月台1面2線的地面車站，並設有跨站式站房。

### 月台配置
| 月台 | 路線   | 方向 | 目的地                                           |
| ---- | ------ | ---- | ------------------------------------------------ |
| 1    | 松戶線 | 下行 | 新鎌谷、北習志野、新津田沼、京成津田沼、千葉方向 |
| 2    | 松戶線 | 上行 | 松戶方向                                         |

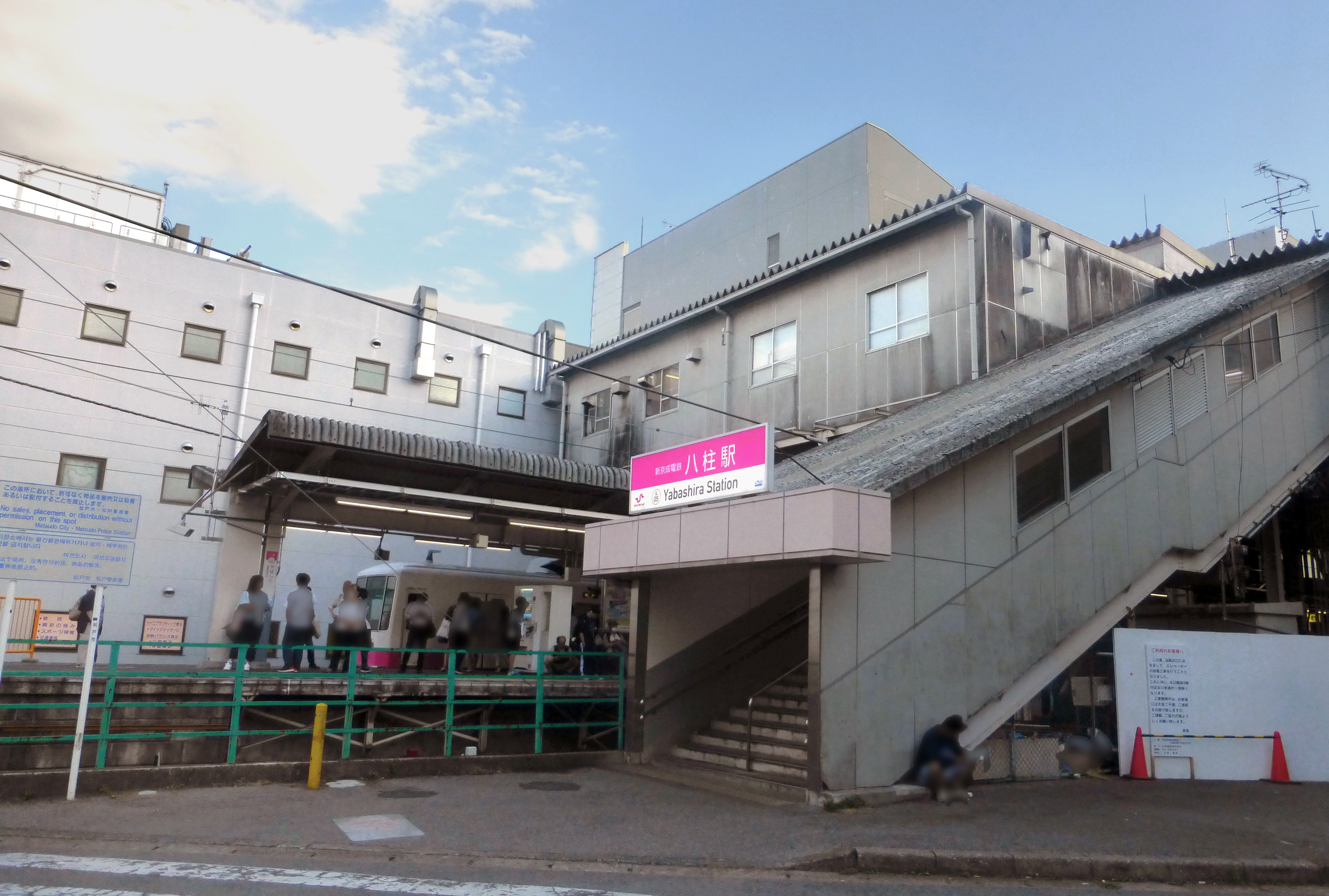
北口（2017年6月）
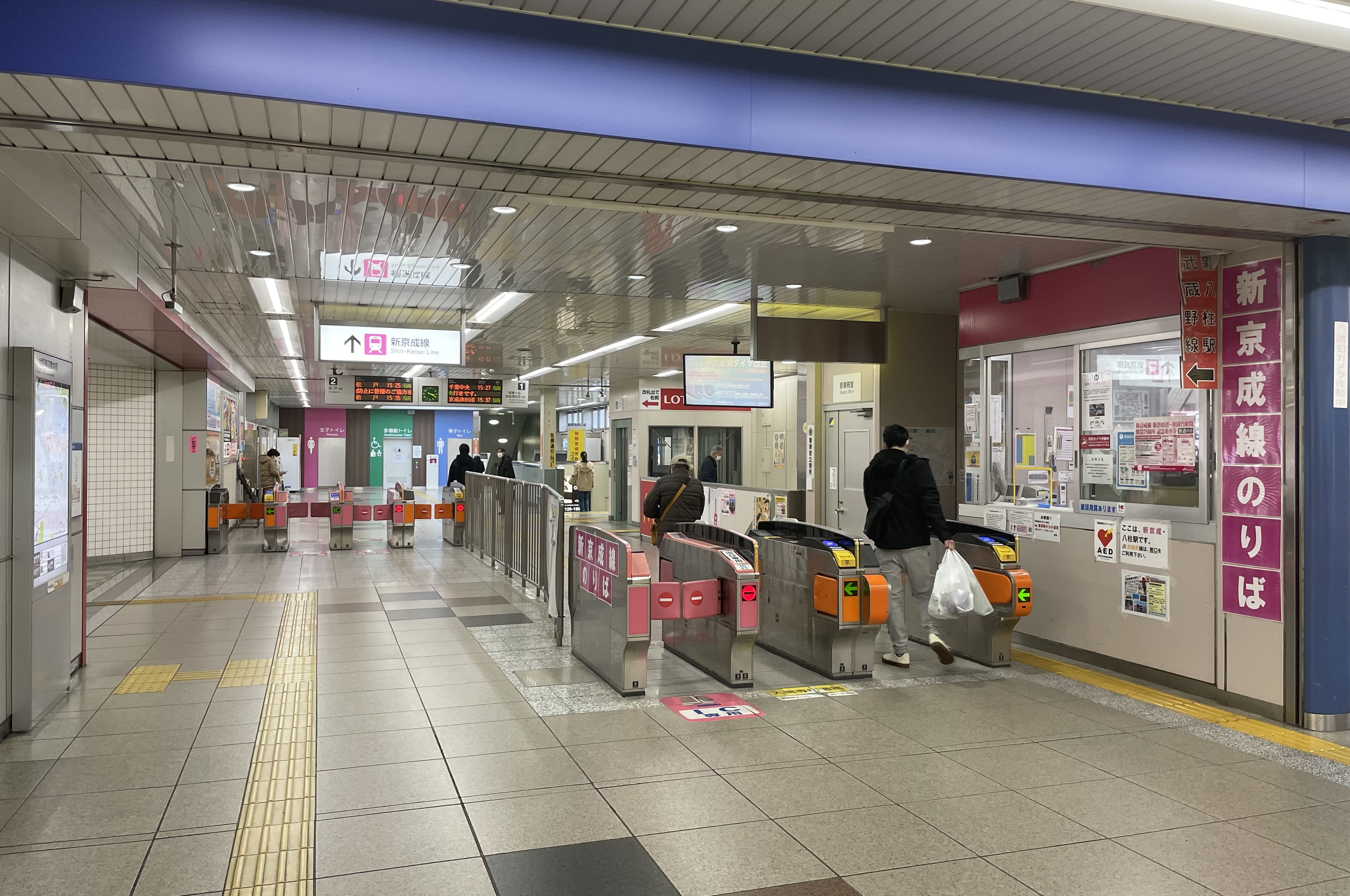
閘口（2022年12月）
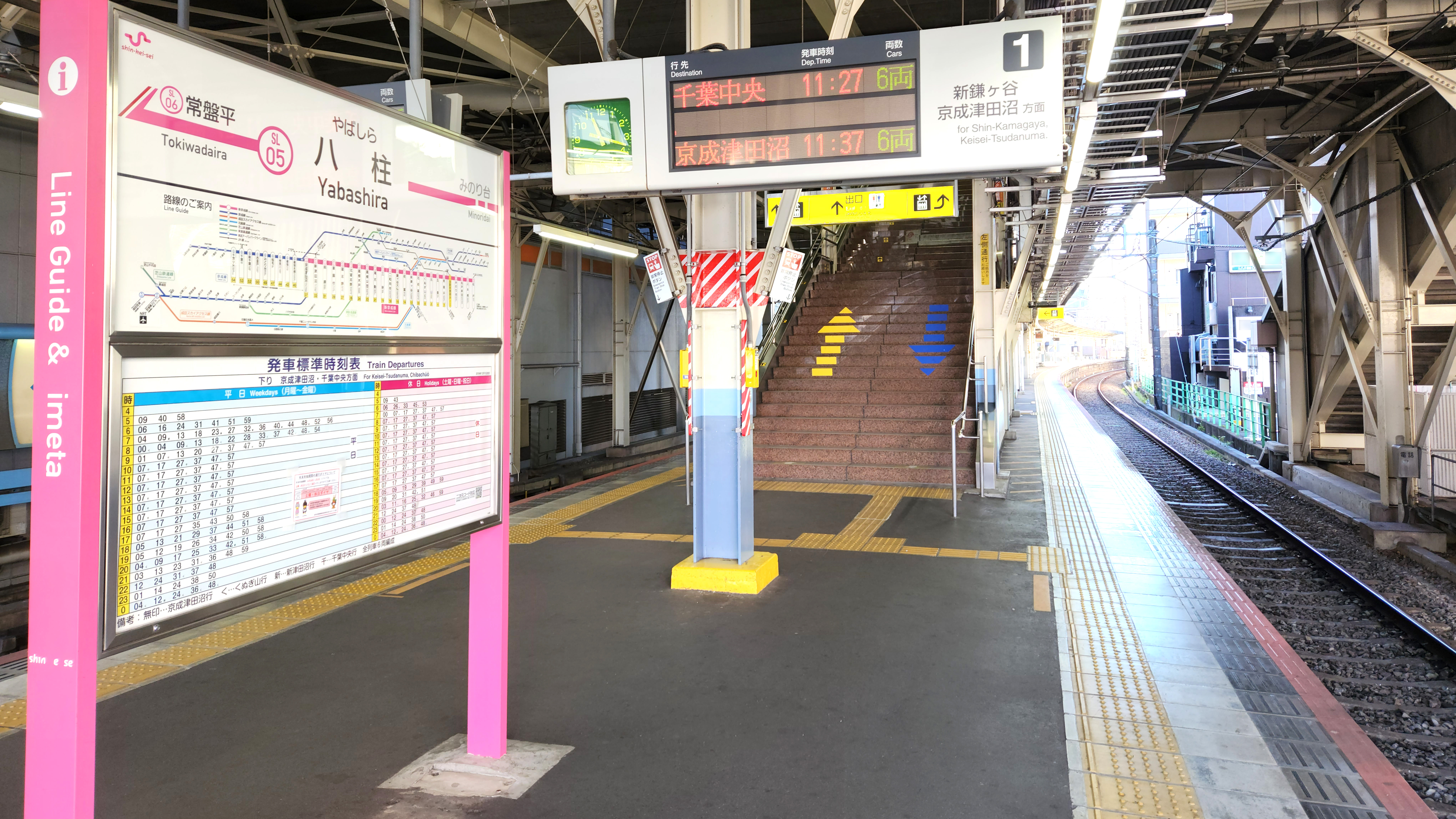
月台（2023年1月）

## 使用情況
2018年度的一日平均上下車人次為45,631人，在新京成線內僅次於松戶站與新津田沼站、北習志野站排名第4位。
近年的一日平均上車人次推移如下表。
| 年度               | 一日平均 上車人次 |
| ------------------ | ----------------- |
| 2007年（平成19年） | 22,156            |
| 2008年（平成20年） | 22,458            |
| 2009年（平成21年） | 22,179            |
| 2010年（平成22年） | 22,070            |
| 2011年（平成23年） | 21,765            |
| 2012年（平成24年） | 22,129            |
| 2013年（平成25年） | 22,391            |
| 2014年（平成26年） | 22,178            |
| 2015年（平成27年） | 22,438            |
| 2016年（平成28年） | 22,501            |
| 2017年（平成29年） | 22,606            |

## 相鄰車站
京成電鐵
 松戶線
稔台（KS85）－八柱（KS84）－常盤平（KS83）

## 外部連結
- 八柱｜電車與車站資訊｜京成電鐵